# Spiceworld
Spiceworld es el título del segundo álbum de estudio del grupo de música de pop británico Spice Girls así como de una película protagonizada por el mismo.

## Álbum
El álbum fue publicado en 1997 en Europa (en el mismo año en que su primer álbum (Spice) fue lanzado en los EE.UU.). Impulsado por la película del mismo nombre, se convirtió en un gran éxito en todo el mundo (aumentando el fenómeno fan llamado "Spicemanía" del momento). Sus canciones alcanzaron tres Top 20 en los EE.UU., cuatro top 2 individuales (de los que tres llegaron al número uno) en el Reino Unido y cinco sencillos fueron número uno en Asia. El álbum ha vendido 14 millones de copias en todo el mundo.

## Película
La película fue pensada como un musical sin un guion muy elaborado, pensado para el lucimiento del grupo y la promoción de su nuevo disco, del cual incluyeron multitud de canciones.
Contó con la participación de estrellas muy dispares como Elton John, Bob Geldof o los actores Richard E. Grant, Roger Moore y Hugh Laurie. También participó brevemente en el rodaje el diseñador Gianni Versace, pero sus escenas no se incluyeron en la película ya que murió asesinado poco antes del estreno.

## Personal
- Spice Girls - Vocals
- Matt Rowe, Richard Stannard, Absolute - Producción
- Bruce Swedien – ingeniero en sonido, mezclas
- Nick Davies - Dirección de Orquesta
- Steve Porcaro – Teclados, Sintetizadores, Programación
- David Foster – Teclados, Sintetizadores
- Steve Lukather – Guitarras
- Anthony Marinelli – Programación del Sintetizador
- Dean Parks – Guitarras
- David Williams – Guitarras
- Mike Brittain - Contrabajo Guitarra
- Stuart Brooks - Trompeta
- Ben Cruft - Violín
- Chris Davis - Saxofón
- Nigel Hitchcock - Saxofón
- Alan Douglas - Ingeniero
- Roger Garland - Violín
- Wilfred Gibson - Violín
- Brian Hawkins - Viola
- John Heley - Chelo
- Ian - Diseño
- Garfield Jackson - Viola
- Paul Kegg - Chelo
- Chris Laurence - Contrabajo Guitarra
- Helen Liebmann - Chelo
- Martin Loveday - Chelo
- Rita Manning - Violín
- Jim McLeod - Violín
- Peter Oxer - Violín
- J. Neil Sidwell - Trombón
- Steve Sidwell - Trompeta
- John Thirkell - Trompeta
- Justin Ward - Viola
- Mark Warner - Ingeniero Asistente
- Barry Wilde - Violín
- Gavyn Wright - Violín
- Tony Pleeth - Chelo
- Marcos Haley - Ingeniero Asistente
- Boguslaw Kostecki - Violín
- Steve Ferrone - Batería
- Paulinho da Costa – Percusión
- Phil Palmer - Guitarras
- Perry Montague-Mason - Violín
- Mike de Saulles - Violín
- Nathan East - Bajo
- Eddie Saeta - Fotografía

## Lista de canciones del álbum
1. Spice Up Your Life - 2:53
2. "Stop" - 3:24
3. "Too Much"  - 4:31
4. "Saturday Night Divas" - 4:25
5. "Never Give Up On The Good Times" - 4:30
6. "Move Over" - 2:46
7. "Do It" - 4:04
8. "Denying" - 3:46
9. "Viva Forever" - 5:09
10. "The Lady Is A Vamp" - 3:09

## Canción extra "Step to Me"
La canción Step to Me ("Da un paso hacia mí") se incluyó en la edición japonesa del disco entre Move Over y Do It. Fue un sencillo publicado de manera especial en una promoción única para el Reino Unido patrocinada por Pepsi Cola, marca que respaldaba a las Spice Girls en esa época. 
La canción se lanzó el lunes 28 de julio de 1997, tras una extensa campaña publicitaria, y la única forma de obtenerla en disco era enviar 20 pruebas de compra de latas y botellas de Pepsi ya que este sencillo no se distribuyó en comercios.

## Certificaciones, mejores posiciones y ventas
| País                  | Posición      | Certificación (si las hay) | Ventas     |
| --------------------- | ------------- | -------------------------- | ---------- |
| Australia             | 2             | 6x Platino                 | 420,000+   |
| Austria               | 1 (1 Semana)  | Platino                    | 50,000+    |
| Bélgica               |               | 2x Platino                 | 100,000+   |
| Brasil                |               | Platino                    | 250,000+   |
| Canadá                |               | Diamante                   | 2000+      |
| Dutch Albums Chart    |               | Platino                    | 60,000+    |
| European Albums Chart |               | 5x Platino                 | 5,000,000+ |
| Finlandia             | 1 (3 Semanas) | 3x Platino                 | 92,000+    |
| Francia               | 2 (2 Semanas) | 2x Platino                 | 620,000+   |
| Alemania              | 4 (1 Semana)  | Platino                    | 300,000+   |
| Hong Kong             |               | Platino                    | 15,000+    |
| México                |               | Oro                        | 100,000+   |
| Países Bajos          | 1 (2 Semanas) | Platino                    | 100,000+   |
| Nueva Zelanda         | 1 (1 Semana)  | 3x Platino                 | 45,000+    |
| Noruega               | 1 (2 Semanas) | Platino                    | 40,000+    |
| Polonia               |               | 2x Platino                 | 80,000+    |
| Rusia                 | 3             |                            | 200,000+   |
| España                | 2 (5 Semanas) | 3x Platino                 | 300,000+   |
| Suecia                | 3             |                            | 200,000+   |
| Suiza                 | 2 (2 Semanas) | 2x Platino                 | 100,000+   |
| Tailandia             | 1 (3 Semanas) |                            | 100,000+   |
| Reino Unido           | 1 (3 Semanas) | 5x Platino                 | 1,500,000+ |
| Estados Unidos        | 3 (2 Semanas) | 4x Platino                 | 4,100,000+ |

### Singles
| Año  | Single               | Chart                       | Posición |
| ---- | -------------------- | --------------------------- | -------- |
| 1997 | "Spice Up Your Life" | UK Singles Chart            | #1       |
| 1997 | "Spice Up Your Life" | Polish Chart                | #1       |
| 1997 | "Spice Up Your Life" | Canadian Singles Chart      | #1       |
| 1997 | "Spice Up Your Life" | Billboard Hot 100           | #18      |
| 1997 | "Spice Up Your Life" | Top 40 Mainstream           | #37      |
| 1997 | "Spice Up Your Life" | Hot Dance Music/Club Play   | #4       |
| 1997 | "Spice Up Your Life" | Maxi-Singles Sales          | #22      |
| 1997 | "Spice Up Your Life" | Rhythmic Top 40             | #27      |
| 1997 | "Too Much"           | UK Singles Chart            | #1       |
| 1997 | "Too Much"           | Polish Chart                | #1       |
| 1997 | "Too Much"           | Canadian Singles Chart      | #9       |
| 1997 | "Too Much"           | Billboard Hot 100           | #9       |
| 1997 | "Too Much"           | Top 40 Mainstream           | #21      |
| 1997 | "Too Much"           | Hot Dance Music/Club Play   | #1       |
| 1997 | "Too Much"           | Rhythmic Top 40             | #23      |
| 1997 | "Too Much"           | Adult Contemporary          | #23      |
| 1998 | "Stop"               | UK Singles Chart            | #2       |
| 1998 | "Stop"               | Polish Chart                | #1       |
| 1998 | "Stop"               | Canadian Singles Chart      | #3       |
| 1998 | "Stop"               | Billboard Hot 100           | #16      |
| 1998 | "Stop"               | Top 40 Mainstream           | #39      |
| 1998 | "Stop"               | Hot Dance Music/Club Play   | #14      |
| 1998 | "Stop"               | Maxi-Singles Sales          | #3       |
| 1998 | "Stop"               | Adult Top 40                | #35      |
| 1998 | "Viva Forever"       | UK Singles Chart            | #1       |
| 1998 | "Viva Forever"       | Russian Singles Chart       | #1       |
| 1998 | "Viva Forever"       | Polish Chart                | #1       |
| 1998 | "Viva Forever"       | ARIA Top 50                 | #2       |
| 2006 | "The Lady Is A Vamp" | Mexican Digital Sales Chart | #77      |
| 2007 | "Stop"               | Russian Singles Chart       | #12      |
| 2007 | "Stop"               | UK Singles Chart            | #78      |

- Datos: Q934969